# Igor Rabello
Igor Rabello da Costa – meglio noto come Igor Rabello – (Rio de Janeiro, 28 aprile 1995) è un calciatore brasiliano, difensore dell'Atlético Mineiro.

## Carriera

### Club
Cresciuto nel settore giovanile della Fluminense, nel 2012 passa al Botafogo. Ha esordito con il Fogão il 29 aprile 2016, nella partita di Coppa del Brasile pareggiata contro il Coruripe; il 20 maggio viene ceduto in prestito fino al termine della stagione al Náutico. Il 5 giugno 2017 rinnova fino al 2019, inserendo una clausola rescissoria da 10 milioni di euro.

### Nazionale
Nel 2014 ha giocato una partita con la nazionale brasiliana Under-20.

## Statistiche

### Presenze e reti nei club
Statistiche aggiornate al 13 aprile 2018.
| Stagione        | Squadra         | Campionato      | Campionato | Campionato | Coppe nazionali | Coppe nazionali | Coppe nazionali | Coppe continentali | Coppe continentali | Coppe continentali | Altre coppe | Altre coppe | Altre coppe | Totale | Totale |
| Stagione        | Squadra         | Comp            | Pres       | Reti       | Comp            | Pres            | Reti            | Comp               | Pres               | Reti               | Comp        | Pres        | Reti        | Pres   | Reti   |
| --------------- | --------------- | --------------- | ---------- | ---------- | --------------- | --------------- | --------------- | ------------------ | ------------------ | ------------------ | ----------- | ----------- | ----------- | ------ | ------ |
| gen.-giu. 2016  | Botafogo        | A+A/RJ          | 0          | 0          | CB              | 1               | 0               | -                  | -                  | -                  | -           | -           | -           | 1      | 0      |
| giu.-nov. 2016  | Náutico         | B               | 15         | 2          | CB              | -               | -               | -                  | -                  | -                  | -           | -           | -           | 15     | 2      |
| 2017            | Botafogo        | A+A/RJ          | 31+7       | 1+1        | CB              | 4               | 0               | CL                 | 5                  | 0                  | -           | -           | -           | 47     | 2      |
| 2018            | Botafogo        | A+A/RJ          | 0+17       | 0+2        | CB              | 1               | 0               | CS                 | 1                  | 0                  | -           | -           | -           | 19     | 2      |
| Totale Botafogo | Totale Botafogo | Totale Botafogo | 55         | 4          |                 | 6               | 0               |                    | 6                  | 0                  |             | -           | -           | 67     | 4      |
| Totale carriera | Totale carriera | Totale carriera | 70         | 6          |                 | 6               | 0               |                    | 6                  | 0                  |             | -           | -           | 82     | 6      |

## Palmarès

### Club

#### Competizioni statali
- Campionato Carioca: 1

Botafogo: 2018
- Campionato mineiro: 4

Atlético Mineiro: 2022, 2023, 2024, 2025

#### Competizioni nazionali
- Campionato brasiliano: 1

Atlético Mineiro: 2021
- Coppa del Brasile: 1

Atlético Mineiro: 2021